# Amiralen, Karlskrona

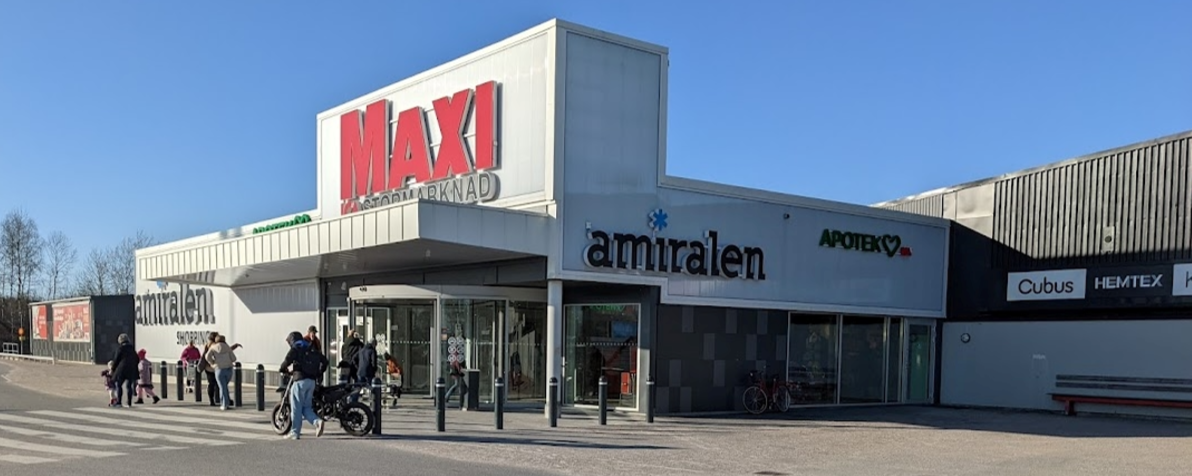
Amiralens huvudentré, mars 2022

Amiralen är Blekinges största köpcentrum och är beläget i Lyckeby utanför Karlskrona. 
Följande butiker finns i Amiralen:
- LIDL
- ICA Maxi Stormarknad
- Tre (3)
- Apotek Hjärtat
- Clas Ohlson
- Cubus
- Dressman
- Intersport
- Jack & Jones
- KappAhl
- Kicks
- Life
- Lindex
- DOZ Apotek
- Systembolaget
- Telenor
- Vero Moda
- Constantly of Sweden
- Hemtex
- MobilX

Amiralen har även två restauranger och ett café:
- Subway
- Hai Son
- Espresso House

Köpcentret har en yta på 22 500 m² och intill finns det bilparkeringar med över 1000 platser. Bredvid Amiralen ligger även Amiralen Norra där följande butikerna ligger:
- Skopunkten
- Lager157
- KungSängen

Amiralen öppnade 1993 och har årligen cirka 3 miljoner besökare. Omsättningen uppgick till 776 miljoner kronor 2007.